# Церква Святої Великомучениці Варвари (Варваринці)
Церква Святої Великомучениці Варвари у Варваринцях — парафія і храм православної громади Теребовлянського деканату Тернопільсько-Теребовлянської єпархії Православної церкви України в селі Варваринці Тернопільського району Тернопільської области.

## Історія церкви
Храм Святої Великомучениці Варвари був збудований у 1883 році на пожертви парафіян. З 1961 по 1989 рік церква була закрита, а в її приміщенні розташовувався колгоспний архів.
Після відкриття розпочалися ремонтно-реставраційні роботи:
- Зробили внутрішній розпис, відреставрували іконостас, відновили бокові престоли та Горне місце.
- Встановили новий престол і тетрапод.
- Поштукатурили церкву ззовні, а подвір'я виклали плиткою.

Біля церкви знаходиться цвинтар, де збудована з каменю могила Борцям за волю України. Її звели у 1942 році, відновили у 1990 році та освятили 17 червня 1990 року. Кам'яну плиту оформив майстер Тадей Гондович зі Струсівки. Усі роботи з відновлення пам'ятки були виконані на пожертви парафіян.

## Парохи
- о. Михайло Рожаловський (з ?).